# Grand Prix Hassan II 2018
Grand Prix Hassan II 2018 byl tenisový turnaj pořádaný jako součást mužského okruhu ATP World Tour, který se odehrával v areálu Royal Tennis Club de Marrakech na otevřených antukových dvorcích. Probíhal mezi 9. až 15. dubnem 2018 v marocké Marrákeši jako třicátý čtvrtý ročník turnaje. Představoval jedinou událost ATP Tour pořádanou na africkém kontinentu.
Turnaj s rozpočtem 561 345 eur patřil do kategorie ATP World Tour 250. Nejvýše nasazeným hráčem ve dvouhře se stal dvacátý třetí tenista světa Albert Ramos-Viñolas ze Španělska, kterého ve druhém kole vyřadil Tommy Robredo. Jako poslední přímý účastník do hlavní singlové soutěže nastoupil španělský 105. hráč žebříčku Pablo Andújar.
Čtvrtý singlový titul na okruhu ATP Tour vybojoval španělský antukář Pablo Andújar, jenž jako první na Grand Prix Hassan II získal tři trofeje po výhrách v letech 2011 a 2012. Z pozice 355. hráče žebříčku ATP se stal nejníže postaveným šampionem události ATP Tour od sezóny 1998 a Hewittova triumfu v Adelaide. Australanu tehdy patřila 550. příčka. Roli favoritů v mužské čtyřhře potvrdili turnajové jedničky Nikola Mektić a Alexander Peya, kteří soutěž vyhráli. Chorvatsko-rakouský pár si v rámci túry ATP odvezl první společnou trofej.

## Rozdělení bodů
| Soutěž  | vítězové | finalisté | semifinalisté | čtvrtfinalisté | 16 v kole | 32 v kole | Q  | Q2 | Q1 |
| ------- | -------- | --------- | ------------- | -------------- | --------- | --------- | -- | -- | -- |
| dvouhra | 250      | 150       | 90            | 45             | 20        | 0         | 12 | 6  | 0  |
| čtyřhra | 250      | 150       | 90            | 45             | 0         | —         | —  | —  | —  |

### Finanční odměny
| Soutěž                              | vítězové | finalisté | semifinalisté | čtvrtfinalisté | 16 v kole | 32 v kole | Q2     | Q1     |
| ----------------------------------- | -------- | --------- | ------------- | -------------- | --------- | --------- | ------ | ------ |
| dvouhra                             | €85 000  | €44 770   | €24 250       | €13 815        | €8 140    | €4 825    | €2 170 | €1 085 |
| čtyřhra                             | €27 220  | €14 310   | €7 750        | €4 440         | €2 600    | —         | —      | —      |
| částka ve čtyřhře je uvedena na pár |          |           |               |                |           |           |        |        |

## Mužská dvouhra

### Nasazení
| Stát                         | Hráč                  | ATP | Nasazení |
| ---------------------------- | --------------------- | --- | -------- |
| Španělsko                    | Albert Ramos-Viñolas  | 23. | 1.       |
| Spojené království           | Kyle Edmund           | 26. | 2.       |
| Německo                      | Philipp Kohlschreiber | 34. | 3.       |
| Francie                      | Richard Gasquet       | 38. | 4.       |
| Nizozemsko                   | Robin Haase           | 44. | 5.       |
| Francie                      | Benoît Paire          | 47. | 6.       |
| Ukrajina                     | Alexandr Dolgopolov   | 53. | 7.       |
| Německo                      | Mischa Zverev         | 55. | 8.       |
| Žebříček ATP k 2. dubnu 2018 |                       |     |          |

### Jiné formy účasti
Následující hráči obdrželi divokou kartu do hlavní soutěže:
- Amine Ahouda
- Malek Džazírí
- Lamine Ouahab

Následující hráč nastoupil do hlavní soutěže pod žebříčkovou ochranou:
- Pablo Andújar

Následující hráči postoupili z kvalifikace:
- Andrea Arnaboldi
- Calvin Hemery
- Pedro Martínez
- Alexej Vatutin

Následující hráč postoupil z kvalifikace jako tzv. šťastný poražený:
- Ilja Ivaška

### Odhlášení
před zahájením turnaje
- Borna Ćorić → nahradil jej  Pablo Andújar
- Federico Delbonis → nahradil jej  Radu Albot
- Damir Džumhur → nahradil jej  Nikoloz Basilašvili
- Filip Krajinović → nahradil jej  Roberto Carballés Baena
- Gaël Monfils → nahradil jej  Matteo Berrettini
- Viktor Troicki → nahradil jej  Ilja Ivaška

### Skrečování
- Jiří Veselý (nemoc)[1]

## Mužská čtyřhra

### Nasazení
| Stát                                                                    | Hráč           | Stát               | Hráč             | ATP | Nasazení |
| ----------------------------------------------------------------------- | -------------- | ------------------ | ---------------- | --- | -------- |
| Chorvatsko                                                              | Nikola Mektić  | Rakousko           | Alexander Peya   | 69. | 1.       |
| Španělsko                                                               | Marc López     | Srbsko             | Nenad Zimonjić   | 86. | 2.       |
| Nový Zéland                                                             | Marcus Daniell | Spojené království | Dominic Inglot   | 87. | 3.       |
| Nizozemsko                                                              | Robin Haase    | Nizozemsko         | Matwé Middelkoop | 90. | 4.       |
| Žebříček ATP k 2. dubnu 2018; číslo je součtem umístění obou členů páru |                |                    |                  |     |          |

### Jiné formy účasti
Následující páry obdržely divokou kartu do hlavní soutěže:
- Amine Ahouda /  Yassine Idmbarek
- Malek Džazírí /  Lamine Ouahab

## Přehled finále

### Mužská dvouhra
- Pablo Andújar vs.  Kyle Edmund, 6–2, 6–2

### Mužská čtyřhra
- Nikola Mektić /  Alexander Peya vs.  Benoît Paire /  Édouard Roger-Vasselin, 7–5, 3–6, [10–7]